# Miles Ahead (film)
Miles Ahead è un film del 2015 diretto da Don Cheadle.
Scritto dallo stesso Cheadle con Steven Baigelman, Stephen J. Rivele e Christopher Wilkinson, il film racconta la vita del musicista jazz Miles Davis e vede come protagonisti Cheadle, Ewan McGregor e Emayatzy Corinealdi.

## Produzione
Le riprese sono iniziate il 7 luglio 2014 in Ohio, a Cincinnati, e terminate il 16 agosto 2014.

## Distribuzione
Il film è stato presentato al New York Film Festival del 2015 e successivamente al Sundance Film Festival 2016.
Il film viene distribuito nelle sale americane il 1 aprile 2016. Il 2 febbraio 2016 il sito ew.com pubblica il primo trailer del film.